# Listă de plante medicinale - C
A - Ă - Â - B - C - D - E - F - G - H - I - Î - J - K - L - M - N - O - P - Q - R - S - Ș - T - Ț - U - V - X - Y - Z
| Plantă            | Denumire latină                | Proprietăți vindecătoare |
| ----------------- | ------------------------------ | ------------------------ |
| Călin             | Viburnum opulus                |                          |
| Castan sălbatic   | Aesculus hippocastanum         |                          |
| Cătină albă       | Hippophaë rhamnoides           |                          |
| Cerențel          | Geum urbanum                   |                          |
| Chimen            | Carum Carri                    |                          |
| Chimion           | Cuminum cyminum                |                          |
| Cicoare           | Chicorium intybus              |                          |
| Cimbrișor         | Thymus serpillum               |                          |
| Cimbru de grădină | Satureja hortensis             |                          |
| Cimbru de câmp    | Thymus vulgaris                |                          |
| Cireș             | Cerasus avium                  |                          |
| Ciuboțica cucului | Primula elatior, Primula veris |                          |
| Ciulin            | Carduus nutans                 |                          |
| Ciumăfaie         | Datura stramonium              |                          |
| Coacăz negru      | Ribes nigrum                   |                          |
| Coada calului     | Equisetum arvense              |                          |
| Coada racului     | Potentilla anserina            |                          |
| Coada șoricelului | Achillea millefolium           |                          |
| Coriandru         | Coriandrum sativum             |                          |
| Crețișoară        | Alchemilla vulgaris            |                          |
| Crețușcă          | Filipendula ulmaria            |                          |
| Crușin            | Rhamnus frangula               |                          |

Listă de plante medicinale